# تاريخ مرشحات المياه
حسب ما ورد بالسجلات التاريخية، يمكن تقصي صناعة منقي المياه لحضارات قديمة تاريخيا، قام القدماء باستخدامها عبر التاريخ لضمان سلامة ونقاء المياه لإستخدامها سواء لغايات الشرب أو الإستحمام، أما في العصر الحالي تسخدم الفلاتر في الصناعة والتجارة ومن الممكن ربط تاريخ تطور معالجة المياه بالتطورات التي طرأت على الصحة العامة عبر التاريخ.

## معالجة المياه عبر العصور

### الحضارات المصرية والهندية القديمة
تشير بعض السجلات التاريخية كالسنسكريتية والمصرية إلى ممارسات قديمة أتبعت للحفاظ على نقاء المياه لتكون صالحة للشرب حيث أشارت المخطوطة سنسكريتية سوشريتا سامهيتا من القرن الثالث أو الرابع ميلادي طرق محددة لتنقية المياه، كتسخين المياه تحت اشعة الشمس لتصل لدرجة الغليان، أيضا تنقيتها بتمريرها عبر الرمال والحصى الخشن وتوضح بعض الرسومات بالمعابد المصرية القديمة إلى أن اساليبهم لمعالجة المياه متعددة، ويقدر عمرها من القرن الخامس عشر للقرن الثالث عشر قبل الميلاد
. Images in Egyptian tombs, dating from the 15th to 13th century BCE depict the use of various water treatment devices.

### الحضارة الإغريقة

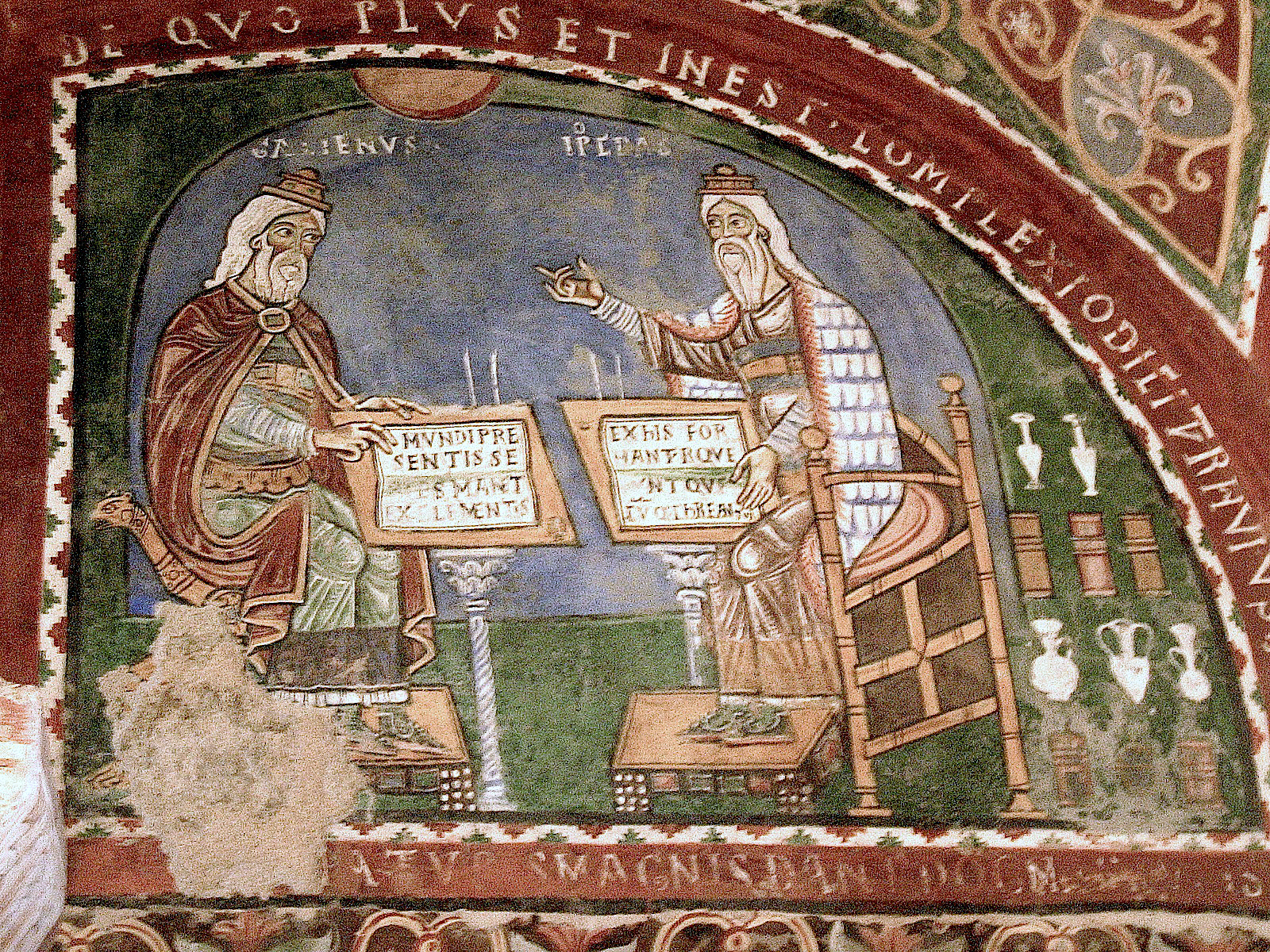
Mural painting of Galen and أبقراط, from the 12th century. The latter designed a rudimentary water filter.

قام الفيزائي ابقراط بدراسات حول تنقية المياه، فحسب نظريته الاخلاط الاربعة والتي قادته لاعتقاد أخر وهو ان هذه الاخلاط يجب ان تكون في حالة من التوازن لكي يكون الجسم بحالة جيدة، يرى ابقراط ان فالمريض المصاب بالحمى يجب ان يغلغل جسده بالماء البارد لكي تعتدل درجة حرارة الجسم فتتجانس الاخلاط الاربعة وتعود لحالتها الطبيعية، لكن يجب ان يكون المياه 'نقية' اولا، لذا قام بتصميم نظام تنقية المياه لكي يعالج مرضاه، اعتمد اسلوبه على غلي المياه ومن ثم تمريرها عبر القماش وسمي هذه المنهج بكم ابقراط.

## التاريخ الحديث
قام السير فرانسيس بيكون بتوضيح عملية تحلية المياه في أشهر مؤلفاته «التاريخ الطبيعي لعشرة قرون» وبدأ بتجربته العلمية الأولى لمعالجة المياه وآمن أنه في حالة تمرير المياه عبر جزيئات الرمل ستتجرد المياه من الملح الموجود فيها لان الرمال تعمل على امتصاص هذه الاملاح، لم يتمكن بيكون من اثبات نظريته بطريقة صحيحة لكنه مهد لدراسة هذه الحقل ووضعه محط الاهتمام.
قام الفيزيائي الإيطالي لوكاس انطونيوس بورتيوس بتوضيح عملية ترشيح المياه عبر الرمال وكتب في مؤلفه «الجندي فادوم ميكوم» عن الاساليب المتعددة المتبعة بطريقة الترشيح الرملية عن موضحا اياها باستخدام ثلاثة ازواج من هذه الفلاتر.
استخدم مؤسسين علم الميكروسكوب أنطوني فان ليوينهوك وروبرت هوك جهاز الميكروسكوب وقد كان حديث الاختراع آنذاك لفحص عينات المياه وقد لاحظوا جزيئات متروكة في المياه، وهكذا تم وضع حجر الأساس لدراسة الامراض المنقولة بواسطة المياه.

### الترشيح الرملي

Original map by John Snow showing the clusters of كوليرا cases in the تفشي وباء الكوليرا في شارع برود عام 1854.

أول استخدام فعلي للمرشح الرملي لغايات تزويد المياه كان عام 1804، عندما قام جون جيب صاحب شركة تبييض الملابس في اسكتلندا في بيزلي بتنصيب معالج للمياه وبيع الفائض عن حاجته من المياه للعامة ، للقرنين التاليين استمر هذه المنهج بواسطة المهندسين الذي يعملون لصالح شركات المياه الخاصة وبلغت ذرواتها لتصبح أولى شركات تزويد المياه المعالجة في العالم فقد قام المهندس جيمس سمبسون بتنصيب معالج المياه لصالح شركة محطات تشيلسي للمياه في لندن عام1829 ، تم تزويد سكان تلك المنطقة بمياه نقية وتم تقليد تصميم شبكات المياه في باقي مناطق المملكة المتحدة.
أصبح اسلوب معالجة المياه موضوع رائج بعد ذلك، وتم إلقاء الضوء على مزايا معالجة المياه خصوصا بعد اكتشافات الفيزيائي جون سنو خلال جائحة الكلوليرا في برودستريت عام 1854 ، لم يكن سنو مقتنعا بنظرية الميازما والتي كانت شائعة حيث تفسر أن سبب الأمراض هو الهواء الملوث، على الرغم من أن نظرية الأمراض الجرثومية (أي ان الجراثيم سبب الأمراض)لم تكن مثبتة؛ اكتفى جون سنو بالملاحظة لنكران الإعتقاد الشائع. في مقالته في محاولة التواصل مع الكوليرا والتي تم نشرها 1855 وضح بشكل حصري دور الموارد المائية بنشر مرض الكوليرا في سوهو، تم توضيح مدى ارتباط نوعية المياه بمدى انتشار المرض باستخدام خريطة النقاط وإثباتات إحصائية، إنتهت جائحة الكوليرا فور اقتناع الرأي العام بالحجج الي قدمها جون سنو وتم تعطيل مضخات المياه.

### قانون المياه
قدم قانون ميترابولس للمياه المعايير والضوابط لشركات تزويد المياه في لندن للمرة الأولى  ، ينص القانون على «تأمين ميترابولس بمصادر المياه الصحية والنقية كشرط أساسي» والذي يستدعي عمليا تنقية جميع مزودات المياه إبتداء من 13 كانون الثاني 1855، تبع ذلك عام 1858، وضع قوانين لفحص إلزامي لنوعية المياه والذي يتضمن تحاليل كيميائية شاملة، كان هذه التشريع في مترابولس الأول من نوعه في أوروبا، وقد لاقى اقبال من باقي اقطارها عل سنن هكذا تشريع.
فرضت معايير مياه الشرب لأول مرة في الولايات المتحدة عام 1914 لكن لم تطبق المعايير الفيدرالية لمياه الشرب حتى 1940، ادرك الكونجرس الأمريكي اهمية قانون المياه النقية وتم تشريعه عام 1972، ووضع الاساسات الصناعية وتطوير اجراءات الصرف لكي يقللو من تأثير التلوث في مصادر المياه النظيفة وفي عام 1974 طبق قانونمياه الشرب الآمنة في الخمسين ولاية أمريكية حيث تضبط السلطات القضائية به أنظمة التحكم بمصادر المياه العامة.

## تنقية المياه والتبادل الأيوني
انتقل مفهموم معالجة المياه من تقصي مسببات الامراض المنتقلة عبر المياه إلى مفهوم جديد والذي يتضمن تحلية المياه وتقليل من نسبة المعادن التي تحتويها في بداية القرن العشرين، تعمل هذه التقنية باستخدام ايونات الصوديوم لازالة المعادن الصلبة الموجودة بالمياه، عرضت اسلوب معالجة المياه هذه على السوق لأول مرة عام 1903، تتلخص نظرية التبادل الايوني بإستبدال الايونات الضارة أو الغير مرغوب بها بأخرى نافعة ومرغوبة، ويطبق هذه النظام في أنظمة معالجة مياه المنازل كمحليات للمياء والتي ليست فقط تزيل أيونات الصوديوم بل أيضا الرصاص ومعادن ثقيلة أخرى.

## رؤية المزيد
- جاكوزي
- تاريخ إمدادات المياه والصرف الصحي